# Les McCann
Les McCann (celým jménem Leslie Coleman McCann, 23. září 1935 Lexington, Kentucky, USA – 29. prosince 2023 Los Angeles, Kalifornie, USA) byl americký jazzový klavírista a zpěvák. Svou hlavní kariéru zahájil počátkem šedesátých let, kdy jeho trio hrálo pro Pacific Jazz Records.

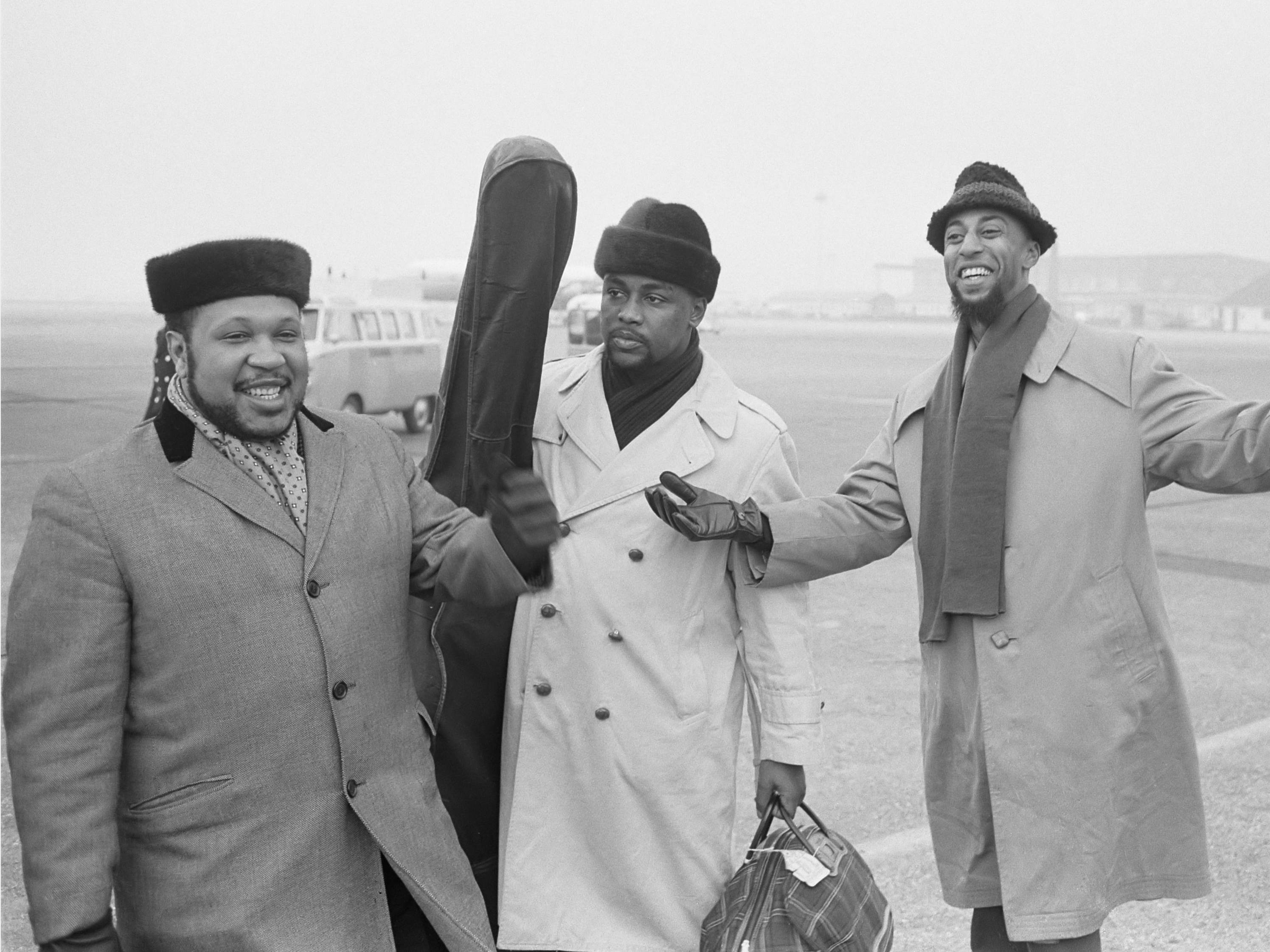
The Les McCann Trio v roce 1962; vlevo McCann, uprostřed kontrabasista Herbie Lewis, vpravo bubeník Ron Jefferson